# Kimera
Kimera è l'undicesimo album del gruppo I Cugini di Campagna, pubblicato dall'etichetta Centrotre nel 1991. Contiene tre brani inediti: Ale (Alessandra), Voglia di lei, Come una farfalla; tre brani strumentali: Preludio, Kimera, Finale e otto vecchi successi riproposti con nuovi arrangiamenti. Si caratterizza per essere l'unico disco cantato da Marco Occhetti, in arte Kim e l'ultimo con Giorgio Brandi alle tastiere.

## Tracce
1. Preludio (Brandi)
2. Anima mia (Michetti/Paulin/De Santis)
3. Ale (Alessandra) (Michetti/Occhetti)
4. Innamorata (Michetti/Paulin/De Santis)
5. Conchiglia bianca (Michetti/Paulin)
6. Meravigliosamente (Michetti)
7. Kimera (Brandi/Occhetti)
8. Voglia di lei (Michetti)
9. Come una farfalla (Occhetti)
10. No tu no (Michetti/Manners)
11. Un'altra donna (Michetti/Paulin)
12. Tu sei tu (Michetti/Paulin)
13. Preghiera (Michetti/Paulin)
14. Finale (Brandi)

## Formazione
- Kim - Voce solista e chitarre
- Ivano Michetti - Voce e bassi
- Silvano Michetti - Voce e percussioni
- Giorgio Brandi - Voce e tastiere